# Free Radical
Free Radical er en spiludvikler i Nottingham, England.

## Historie
I Februar 1999 forlod Dr. David Doak, Steve Ellis, Karl Hilton og Graeme Norgate som tidligere havde arbejdet på GoldenEye og Perfect Dark Rare og dannede Free Radical Design to måneder senere.
Med et hold på kun 18 udviklede Free Radical førstepersons skydespillet TimeSplitters og fik Eidos til at udgive det samtidig med udgivelsen af Playstation 2 i Oktober 2000. Selvom Free Radical var under pres med hensyn til at skabe et nyt firma og skaffe deres teknologi var de den eneste europæiske udvikler der ikke havde nogen udsættelser.
Virksomheden gik konkurs efter udgivelsen af playstation 3 spillet Haze.

## Spil
- TimeSplitters
- TimeSplitters 2
- Second Sight
- TimeSplitters: Future Perfect
- Haze